# Шодуарівський провулок (Житомир)
Шодуарівський провулок — провулок у Корольовському районі міста Житомира. Назва походить від прізвища мецената, шанованої особи — барона Івана Максиміліановича де Шодуара, чий маєток межував з провулком.

## Розташування
Провулок знаходиться у центральній частині міста, в Старому місті, розпланованому на теренах історичної місцевості Петровська Гора. Поєднує Старий бульвар з вулицею Лермонтовською.
Найближчі зупинки громадського транспорту — тролейбусів та маршрутних таксі — на відстані від 250 м до 350 м.

## Історія
На плані 1915 року провулок має назву Беккеровський та з'єднує вулиці Лермонтовську та Бульварну.
З 1927 провулку надано нову назву — провулок Третього Інтернаціоналу. На плані 1941 року назва провулку — Pekert Weg. Нумерація будинків здійснювалася з Лермонтовської до Бульварної.
Від 1993 року — Шодуарівський провулок. Назва пояснюється тим, що територія маєтку Шодуара межувала з провулком. У радянський період перетворена на парк з атракціонами, а в 1951 році демонтовано палац Шодуара.
За радянських часів праворуч провулку облаштовано Піонерський парк, утворений внаслідок знесення садиби з дохідним будинком статського радника Пратського Івана Григоровича. Пізніше, наприкінці 1960-х, в провулку з'являється атракціон «Веселі Гірки» замість будинку відомого в місті лікаря-терапевта Григорія Карповича Пивоварова.
Забудова, що збереглась, сформована переважно до 1917 року. У провулку розташовані такі пам'ятники архітектури місцевого значення:
- буд. № 16/1 — особняк міського голови Житомира Івана Оскаровича Доманевського, 1904 року побудови[4][5] (охоронний номер 8);
- буд. № 3 — особняк початку XX сторіччя (охоронний номер 187).[6]

Первісний вигляд забудови у тому числі пам'яток місцевого значення, зазнав втрат.

## Сучасність
Провулок протяжністю 220 м, шириною в одну смугу. Покриття — асфальт. Рух по провулку обмежений стовбчиками, встановленими як зі сторони Старого бульвару, так і з боку Лермонтовської вулиці.
Забудова провулку — переважно малоповерхова житлова та громадська.

### Установи
У будинку № 4 розташовується готель «Гостинний Двір» (фактично на місці садиби першої забудовниці провулку Єкатерини Беккер). Провулок оточнений Шодуарівським парком з двох сторін. Праворуч провулку — колишній «Піонерський парк» з літаком Ту-104, що наразі не функціонує та занепадає. та іншими атракціонами. Ліворуч провулку — також парк з атракціонами, у тому числі колесо огляду.